# Ivan Hrubjak
Ivan Hrubjak (* 23. března 1958) byl slovenský a československý, politik a bezpartijní poslanec Sněmovny národů Federálního shromáždění za normalizace.

## Biografie
K roku 1986 se profesně uvádí jako elektroúdržbář. Ve volbách roku 1986 zasedl do slovenské části Sněmovny národů (volební obvod č. 112 - Námestovo, Středoslovenský kraj). Ve Federálním shromáždění setrval do ledna 1990, kdy rezignoval v rámci procesu kooptací do Federálního shromáždění po sametové revoluci.